# UN-Sonderberichterstatter zu den negativen Auswirkungen einseitiger Zwangsmaßnahmen
Das Mandat des Sonderberichterstatters zu den negativen Auswirkungen einseitiger Zwangsmaßnahmen (englisch Special Rapporteur on the negative impact of unilateral coercive measures) wurde geschaffen, da Menschenrechtsorganisationen auf die negativen Folgen für die Bevölkerung durch UN-Sanktionen verwiesen, bspw. die Sanktionen gegen den Irak, um bei schweren Verletzungen der Menschenrechte und schwerwiegende Verstöße gegen das humanitäre Völkerrecht, Gerechtigkeit zu gewährleisten, Abhilfemaßnahmen zu schaffen und zur Wiederherstellung des Vertrauens in die Institutionen des Staates, die Rechtsstaatlichkeit im Einklang mit dem internationalen Menschenrecht zu fördern.

## Das UN-Mandat
Der UN-Menschenrechtsrat schuf dieses Mandat am 3. Oktober 2014 mittels einer Resolution, in welcher auch der Auftrag definiert wurde. Es ist auf drei Jahre befristet und wird regelmäßig verlängert. Die letzte Verlängerung des Mandates erfolgte am 9. Oktober 2017.
Der Sachverständige ist kein Mitarbeiter der Vereinten Nationen, sondern wird von ihnen mit einem Mandat beauftragt. Dazu erließ der UN-Menschenrechtsrat einen Verhaltenskodex. Der unabhängige Status des ehrenamtlichen Mandatsträgers ist für die unparteiische Wahrnehmung seiner Aufgaben entscheidend. Die Amtszeit eines Mandats ist auf maximal sechs Jahre begrenzt.
Er erstellt thematische Studien und erarbeitet Leitlinien zur Verbesserung der Menschenrechte. Der Sonderberichterstatter macht auf Einladung von Staaten Länderbesuche und kann in beratender Funktion Empfehlungen abgeben. Er prüft Mitteilungen und unterbreitet den Staaten Vorschläge, wie sie allfällige Missstände beheben können. Er macht auch Anschlussverfahren, in welchen er die Umsetzung der Empfehlungen prüft. Dazu erstellt er Jahresberichte zu Händen des UN-Menschenrechtsrates.

## Amtsinhaber
- 2015–2020 Idriss Jazairy – Algerien
- seit 2020 Alena Douhan – Belarus